# Essbare Prärielilie
Die Essbare Prärielilie (Camassia quamash, Syn.: Phalangium quamash Pursh), auch Quamash genannt, ist eine Pflanzenart, die zur Gattung Prärielilien (Camassia) in der Unterfamilie der Agavengewächse (Agavoideae) gehört.

## Beschreibung

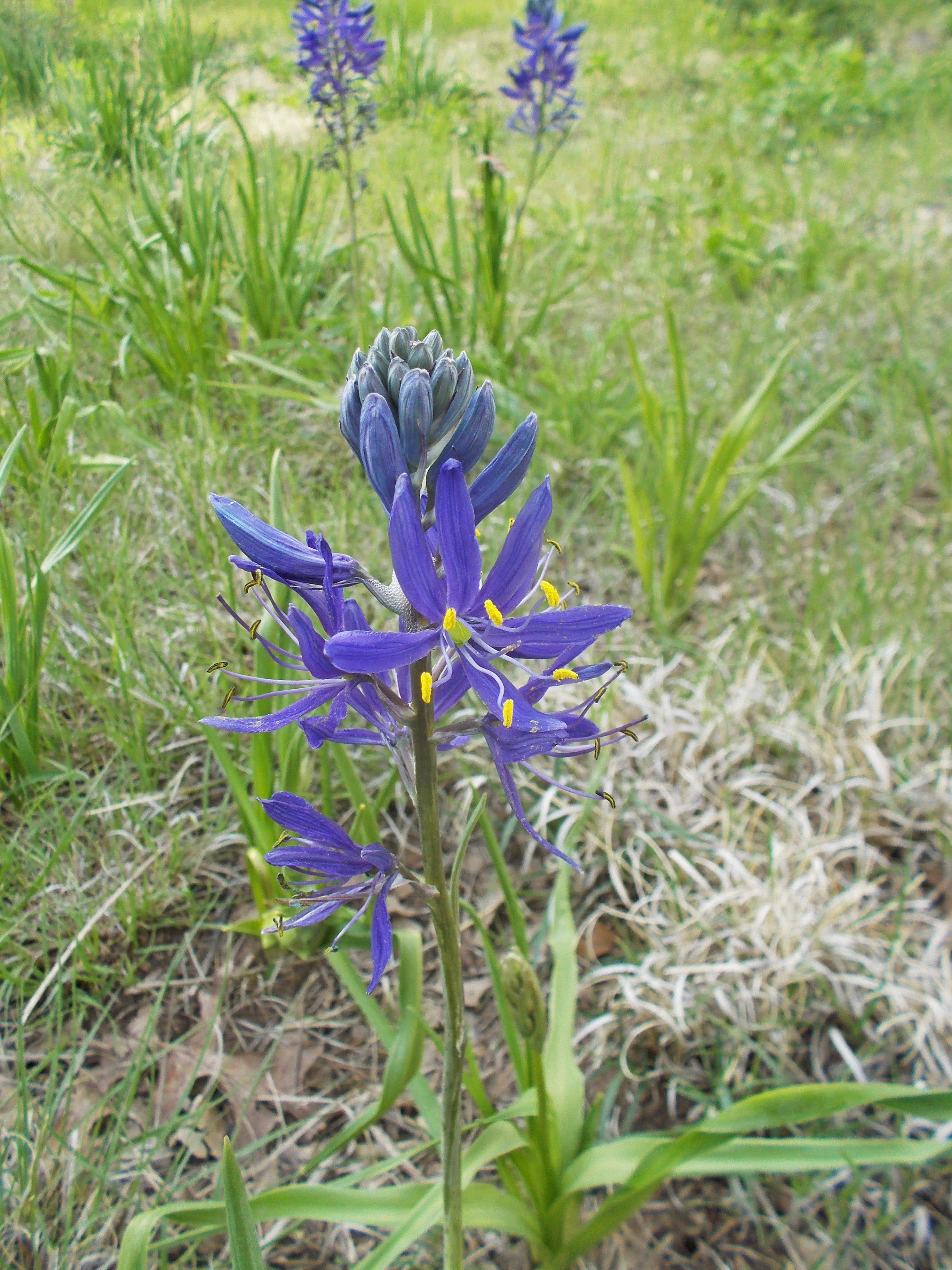
Essbare Prärielilie (Camassia quamash)

Die Essbare Prärielilie ist eine ausdauernde krautige Pflanze, die eine Wuchshöhe von 20 bis 80 cm erreichen. Dieser Geophyt bildet kugelige Zwiebeln als Überdauerungsorgane aus, die einen Durchmesser zwischen 1 und 5 cm aufweisen. Die meist weniger als zehn Laubblätter sind gekielt, zuweilen blaugrün gefärbt und stehen in einer grundständigen Rosette. Sie sind 10 bis 60 cm lang und 4 bis 20 mm breit.
Es werden traubige Blütenstände gebildet. Die meist 10 bis 35 (4 bis 58) Blüten sind zwittrig, meist zygomorph oder seltener radiärsymmetrisch und dreizählig. Es sind sechs gleichgestaltige Blütenhüllblätter vorhanden, deren Farben zwischen hellen und sehr dunklen Blautönen variieren; sie sind 12 bis 35 mm und 1,5 bis 8 mm breit. Es sind sechs freie Staubblätter vorhanden. Die Staubbeutel sind meist gelb, manchmal bläulich violett, violett oder braun. Drei Fruchtblätter sind zu einem oberständigen Fruchtknoten verwachsen. Der Griffel ist fadenförmig und die Narbe ist dreilappig. Die Blütezeit reicht von Mai bis Juli.
Die eiförmigen Kapselfrüchte trocknen auch bei Reife nicht vollkommen, sind hellgrün bis hellbraun, 6 bis 19 mm lang und enthalten 15 bis 30 Samen. Die schwärzlichen Samen sind 2 bis 4 mm groß.

## Verbreitung
Die Essbare Prärielilie kommt im westlichen Nordamerika vor. Ihr Verbreitungsgebiet sind die Bundesstaaten British Columbia und Alberta in Kanada, sowie  Kalifornien, Oregon, Washington, Idaho, Montana, Nevada, Utah und Wyoming in den Vereinigten Staaten. Sie wächst in feuchten Wäldern, Wiesen und an Ufern und ist bis in Höhenlagen von 3300 Metern zu finden.

## Bedeutung für den Menschen
Der Name Quamash stammt aus der Sprache der Nez Perce und bezeichnet die essbare Zwiebel. Diese Zwiebeln wurden von den Indianern der Nordwestküste gesammelt und dienten der Ernährung. Dazu wurden sie gedörrt, geröstet, gedünstet oder gekocht, wie etwa bei den Cree und Blackfoot, vor allem aber bei den Küsten-Salish-Stämmen. Getrocknet ließen sie sich lange aufbewahren und dienten als Wintervorrat. Die Zwiebeln können allerdings auch roh gegessen werden. An der pazifischen Küste war Camassia quamash ein wichtiges Handelsgut, vor allem der Küsten-Salish, das bis nach Kalifornien und Alaska gebracht und getauscht wurde. Getrocknet und gemahlen diente sie außerdem als Bindemittel für Teige.
Selten wird die Essbare Prärielilie auch als Zierpflanze für Rabatten, Steingärten und Naturgärten genutzt. Sie ist seit spätestens 1826 in Kultur. Es gibt einige Sorten (Auswahl):
- 'Orion': Die Blüten sind reinviolett.
- 'Blue Melody': Die Blüten sind blau, die Blätter weißbunt.

## Unterarten
Es gibt acht Unterarten:
- Camassia quamash subsp. azurea (A.Heller) Gould: Sie kommt im nordwestlichen Washington vor.[4]
- Camassia quamash subsp. breviflora Gould: Sie kommt von Washington bis zum nordöstlichen Kalifornien vor.[4]
- Camassia quamash subsp. intermedia Gould: Sie kommt nur im südwestlichen Oregon vor.[4]
- Camassia quamash subsp. linearis Gould: Sie kommt nur im westlichen Kalifornien vor.[4]
- Camassia quamash subsp. maxima Gould: Wächst auf feuchten Wiesen, Feldern und an felsigen Küsten in Höhenlagen zwischen 0 und 600 Metern British Columbia, Oregon und Washington.
- Camassia quamash (Pursh) Greene subsp. quamash: Wächst auf feuchten Wiesen in Höhenlagen zwischen 300 und 2500 Metern in Alberta, British Columbia; Idaho, Montana, Oregon, Washington, Wyoming.
- Camassia quamash subsp. utahensis Gould: Sie kommt in Idaho, Montana, Wyoming und Utah vor.[4]
- Camassia quamash subsp. walpolei (Piper) Gould: Sie kommt nur im südwestlichen Oregon vor.[4]

In Kanada gibt es nur drei Unterarten: In British Columbia kommen nur die Unterarten Camassia quamash subsp. quamash, Camassia quamash subsp. maxima und Camassia quamash subsp. azurea vor, in Alberta nur Camassia quamash subsp. quamash.